# 罗塞
罗塞（義大利語：Rose），是意大利科森扎省的一个市镇。总面积47平方公里，人口4408人，人口密度93.8人/平方公里（2009年）。ISTAT代码为078106。